# Gruppenführer

Emblema de coll d'un Gruppenführer.

Gruppenführer o cap de colla era un rang paramilitar de les Sturmabteilung (SA) i posteriorment un grau militar de les Schutzstaffel (SS) així com de les Waffen-SS, totes organitzacions del Partit Nazi i d'Alemanya durant el període 1925-1945. Tot i que la paraula inicialment era tant neutral com el català cap de colla, per la connotació negativa de la paraula Führer a l'Alemanya posthitleriana s'opta més aviat pel més neutre Gruppenleiter.
El rang de Gruppenführer equivalia al de General que actualment existeix en els exèrcits d'Espanya o els de Llatinoamèrica. És superior al de General de Brigada (Brigadeführer) i immediatament inferior al de Tinent General (Obergruppenführer).

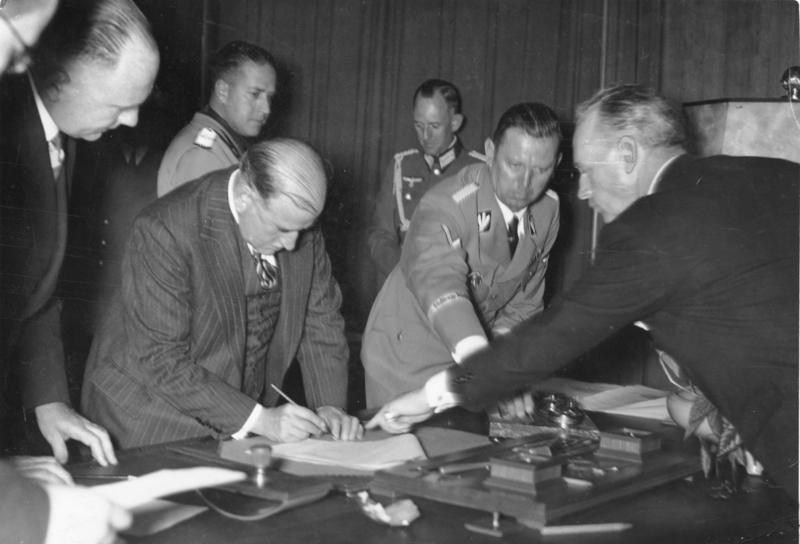
Julius Schaub, Edeco de Hitler, amb un uniforme de SS Gruppenführer.

 El juliol de 1935, 29 oficials posseïen aquest rang, el 1938 ja eren 51 d'oficials.